# Hugo Riemann
 (octobre 2024).
Si vous disposez d'ouvrages ou d'articles de référence ou si vous connaissez des sites web de qualité traitant du thème abordé ici, merci de compléter l'article en donnant les références utiles à sa vérifiabilité et en les liant à la section « Notes et références ».
Pour les articles homonymes, voir Riemann.
Karl Wilhelm Julius Hugo Riemann dit Hugo Riemann, né le 18 juillet 1849 à Groß-Mehlra bei Sondershausen (Principauté de Schwarzbourg-Sondershausen) et mort le 10 juillet 1919 à Leipzig, est un musicologue allemand, principalement connu grâce à son dictionnaire de musique, le Riemanns Musiklexikon.

## Biographie
En 1849, Groß-Mehlra fait partie d'un petit État allemand, la Principauté de Schwarzbourg-Sondershausen, qui ne disparaît d'ailleurs qu'en 1918.
Hugo Riemann est le fils de Robert Riemann, propriétaire d'un domaine seigneurial et haut fonctionnaire, qui lui a donné  sa première formation musicale ; Robert Riemann est lui-même amateur de musique et a composé des Lieder, quelques œuvres chorales et un opéra, Bianca Siffredi. Hugo suit ensuite les cours du maître de chapelle Heinrich Frankenberger, puis ceux d'August Bartel, de Hartleb et de Theodor Ratzenberger, un élève de Liszt. Il fait ses études secondaires dans les lycées (Gymnasien) de Sondershausen et d'Arnstadt, ainsi qu'à l'école monastique de Roßleben, recevant une solide formation intellectuelle fondée sur les langues et littératures classiques.
En 1868, après avoir obtenu son baccalauréat (Reifeprüfung) au lycée d'Arnstadt, Riemann entame ses études supérieures à Berlin où il fait des études de droit, d'histoire et de langue et littérature allemande ; l'historien Wilhelm Scherer l'incite à se consacrer à l'esthétique. L'année suivante, il poursuit ses études à Tübingen, où il suit les cours de philosophie de Christoph von Sigwart, d'histoire de Julius Weizsäcker, d'histoire de l'art de B. von Kugler et d'esthétique de Karl Reinhold Köstlin. Il découvre alors deux ouvrages qui auront pour lui une grande importance : Die Natur der Harmonik und der Metrik de Moritz Hauptmann et Die Lehre von den Tonempfindungen als physiologische Grundlage für die Theorie der Musik (1863) de Hermann von Helmholtz.
En 1870, il fait paraître sous un pseudonyme ses premiers articles, très théoriques, consacrés à Richard Wagner et à Gaspare Spontini dans la Neue Zeitschrift für Musik. Ils sont suivis en 1872 d'autres essais de théorie musicale, publiés sous le nom d'Hugibert Ries.
Après son expérience de la guerre franco-allemande, il décide de consacrer sa vie à la musique et entreprend des études au conservatoire et à l'université de Leipzig, où il a, entre autres, pour professeurs Ernst Friedrich Richter (théorie musicale), Carl Reinecke (composition) et l'hégélien Oskar Paul (histoire de la musique). Rejetée par ce dernier, sa thèse Über das musikalische Hören reçoit à l'université de Göttingen un accueil favorable du philosophe Rudolf Hermann Lotze et du musicologue Eduard Krüger. Le 30 novembre 1873, il obtient le titre de docteur en philosophie.
Il s'établit alors à Bielefeld, où il enseigne le piano pendant quelques années, publiant également quelques essais pédagogiques sur le piano, la syntaxe musicale et l'harmonie. En 1876, il épouse Elisabeth Bertelsmann, issue d'une famille d'industriels, avec qui il aura cinq enfants. À l'automne 1878, Riemann obtient son habilitation à l'université de Leipzig avec une thèse sur l'histoire de la notation musicale, menée sous la direction de Philipp Spitta, qui  par la suite l'encouragera dans ses recherches. Sa situation professionnelle ne s'en trouve cependant pas consolidée : au cours des années suivantes, il ne parvient pas à entamer la carrière universitaire à laquelle il aspire. Pendant deux ans, il donne quelques cours à Leipzig en tant que maître de conférence, puis doit accepter d'exercer un modeste emploi de chef de chœur et de professeur de musique à Bromberg (aujourd'hui Bydgoszcz en Pologne). En 1881, il obtient un poste au conservatoire de Hambourg, où il assure une classe de piano et toutes les matières théoriques. En 1890 il enseigne pendant trois mois au conservatoire princier de Sondershausen, où il a pour élève Max Reger. Ce dernier le suit, lorsqu'il est nommé au conservatoire de Wiesbaden, où Hans Pfitzner suivra quelque temps son enseignement.
En 1895, Riemann retourne définitivement à Leipzig, où il devient professeur extraordinaire (ausserordentlich) en 1901, puis titulaire (planmässig) en 1905. En 1908, il prend la direction du Collegium Musicum, institut de musicologie qu'il a lui-même fondé. Il a pour élève notamment le musicologue bulgare Stoyan Brashovanov. Membre honoraire de l'Académie Sainte-Cécile à Rome en 1887, de l'Académie royale de Florence en 1894 et de la Musical Association de Londres en 1900, Riemann est nommé professeur honoraire de l'université d'Édimbourg en 1899. Sa dernière fonction est celle de directeur de l'Institut de recherche en musicologie de l'État de Saxe (Staatliches sächsisches Forschungsinstitut für Musikwissenschaft) en 1914.
En 1905, on put entendre les premières exécutions réalisées par le Collegium Musicum des partitions de musique baroque et classique éditées par Hugo Riemann.
À partir de 1903, Riemann réduisit fortement son activité de compositeur, mais poursuivit jusqu'au bout son œuvre théorique immense.

## Travaux
En plus de son travail comme enseignant et compositeur de morceaux pédagogiques, Riemann bénéficie d'une réputation mondiale comme théoricien de la musique. Son œuvre la plus célèbre est le Musiklexikon, un dictionnaire universel de la musique et des musiciens, le Handbuch der Harmonielehre, un travail sur l'étude de l'harmonie, et le Lehrbuch des Contrapunkts, ouvrage du même type sur le contrepoint, qui ont tous été traduits en français. Une de ses inventions, le Tonnetz repris de Leonhard Euler, est un modèle géométrique de disposition des notes couramment utilisé de nos jours.
Son texte sur la musica ficta, Verloren gegangene Selbstverständlichkeiten in der Musik des 15.-16. Jhahrhunderts. Die musica ficta; eine Ehrenrettung (1907), a été très influent, bien que selon Vincent Arlettaz son contenu soit peu convaincant, Riemann faisant reposer ses théories sur un traité n'évoquant presque pas la musica ficta et tirant des conclusions hâtives sur la façon d'aborder les œuvres anciennes.

## Publications

### LeMusiklexikon
Éditions allemandes
- Première édition, Leipzig, 1882, 1036 pages
- Seconde, augmentée, 1884, 1036 pages
- Troisième, revue, 1887, 1124 pages
- Quatrième, entièrement révisée, 1894, 1210 pages
- Cinquième, entièrement révisée, 1900, 1469 pages
- Sixième, entièrement révisée, 1905, 1508 pages
- Septième, entièrement révisée, 1909, 1598 pages
- Huitième, 1916
- Neuvième, Berlin, 1919, 1355 pages, en partie due à Alfred Einstein
- Dixième, Berlin, 1922, 1469 pages, par Alfred Einstein (dernière édition en un seul volume)
- Onzième, Berlin, 1929, 2 volumes, 2105 pages
- Douzième, par Joseph Müller-Blattau, commencée en 1939, inachevée
- Douzième bis : Riemann Musiklexikon, en cinq volumes, Mayence, Schott, Mainz, Schott, 1958-75
- Le Brockhaus Riemann Musiklexikon, 1989, par Wolfgang Thein, en cinq volumes, est une version réduite mais actualisée du précédent (deuxième édition : 1995) .
- Treizième édition, par Wolfgang Ruf, en cinq volumes, 2532 pages, Mayence, Schott, 2012

Éditions étrangères
- Anglaises : Dictionary of music, par J.S. Shedlock, Londres, 1895-96, 1902, 1908
- Françaises : Dictionnaire de musique, traduit d'après la quatrième édition, revu et augmenté par Georges Humbert, Paris, 1895-98, 1913 lire en ligne sur Gallica
- Russe : Moscou, 1904

### Autres
- Musikalische Logik. Hauptzüge der physiologischen und psychologischen Begründung unseres Musik-systems (Leipzig, 1873); zugleich als Dissertation Über das musikalische Hören (1874)
- Die Hülfsmittel der Modulation (Kassel, 1875)
- Die objective Existenz der Untertöne in der Schallwelle (Kassel, 1875)
- Vademecum für den ersten Klavierunterricht (Leipzig, 1876)
- Musikalische Syntaxis. Grundriß einer harmonischen Satzbildungslehre (Leipzig, 1877)
- Studien zur Geschichte der Notenschrift (Leipzig, 1878)
- Skizze einer neuen Methode der Harmonielehre (Leipzig, 1880); ab der zweiten Auflage 1887 als Handbuch der Harmonielehre
- Die Entwickelung unserer Notenschrift (Leipzig, 1881)
- Die Natur der Harmonik (Leipzig, 1882)
- Elementar-Musiklehre (Hamburg, 1883)
- Neue Schule der Melodik (Hamburg, 1883)
- Vergleichende theoretisch-praktische Klavier-Schule, 3 Teile (Hamburg/St. Petersburg, 1883), vierte Auflage 1912 in Leipzig als Vergleichende Klavierschule
- Der Ausdruck in der Musik (Leipzig, 1883)
- Musikalische Dynamik und Agogik (Hamburg/St. Petersburg/Leipzig, 1884)
- Praktische Anleitung zum Phrasieren (Leipzig, 1886), mit C. Fuchs
- Opern-Handbuch (Leipzig, 1887-[1893])
- Systematische Modulationslehre als Grundlage der musikalischen Formenlehre (Hamburg, 1887)
- Katechismus der Musik (Allgemeine Musiklehre) (Leipzig, 1888), ab der 5. Auflage als Allgemeine Musiklehre (Handbuch der Musik)
- Katechismus der Musikgeschichte, 2 Teile (Leipzig 1888, 1889), ab der 5. Auflage 1914 als Abriß der Musikgeschichte
- Katechismus der Musikinstrumente (Instrumentationslehre) (Leipzig, 1888), ab der 5. Auflage als Handbuch der Musikinstrumente
- Katechismus der Orgel (Leipzig, 1888), ab der 4. Auflage als Handbuch der Orgel
- Katechismus des Klavierspiels (Leipzig, 1888), ab der 5. Auflage 1916 als Handbuch des Klavierspiels
- Lehrbuch des einfachen, doppelten und imitierenden Kontrapunkts (Leipzig, 1888)
- Wie hören wir Musik? Drei Vorträge (Leipzig, 1888)
- Katechismus der Kompositionslehre, 2 Teile (Leipzig, 1889), ab der 2. Auflage 1897 als Grundriß der Kompositionslehre
- Katechismus des Generalbaß-Spiels (Leipzig, 1889), ab der 2. Auflage 1903 als Anleitung zum Generalbaß-Spielen
- Katechismus des Musik-Diktats (Leipzig, 1889), ab der 4. Auflage 1916 als Handbuch des Musik-Diktats
- Katechismus der Fugen-Komposition, 3 Teile, Teile 1 und 2: Analyse von Johann Sebastian Bachs «Wohltemperiertem Klavier» (Leipzig, 1890/91), ab der 3. Auflage 1914-1916 als Handbuch der Fugen-Komposition, Teil 3: Analyse von Johann Sebastian Bachs «Kunst der Fuge» (Leipzig, 1894), ab der 2. Auflage 1917 als dasselbe
- Katechismus der Harmonielehre (Leipzig, 1890), ab der 2. Auflage 1900 als Katechismus der Harmonie- und Modulationslehre, ab der 5. Auflage 1913 als Handbuch der Harmonie- und Modulationslehre
- Katechismus der Musik-Ästhetik (Wie hören wir Musik?) (Leipzig, 1890), ab der 2. Auflage 1903 als Wie hören wir Musik? Grundlinien der Musik-Ästhetik
- Katechismus der Phrasierung (Leipzig, 1890) mit C. Fuchs, ab der 2. Auflage 1900 als Vademecum der Phrasierung, in der 8. Auflage als Handbuch der Phrasierung
- Katechismus der Akustik (Musikwissenschaft) (Leipzig, 1891), ab der 2. Auflage 1914 als Handbuch der Akustik
- Katechismus der Gesangskomposition (Leipzig, 1891), die 3. Auflage 1921 als Handbuch der Gesangskomposition
- Vereinfachte Harmonielehre (London/New York, 1893)
- Präludien und Studien, 5 Bände, Band 1 (Frankfurt/Main, 1895), Band 2/3 (Leipzig, 1900/1901), Band 4/5 Druck in Vorbereitung (herausgegeben von Robert Schmitt-Scheubel/Rudolph Stephan/Helga de la Motte-Haber)
- Notenschrift und Notendruck (Leipzig, 1896)
- Geschichte der Musiktheorie im IX.-XIX. Jahrhundert (Berlin, 1898)
- Die Elemente der musikalischen Ästhetik (Berlin/Stuttgart, 1900)
- Epochen und Heroen der Musikgeschichte, in: Spemanns goldenes Buch der Musik, herausgegeben unter Mitwirkung von K. Grunsky u. a. (Berlin/Stuttgart, 1900)
- Geschichte der Musik seit Beethoven (1800-1900) (Berlin/Stuttgart, 1900)
- Anleitung zum Partiturspiel (Leipzig, 1902)
- Große Kompositionslehre, 3 Bände, Band 1: Der homophone Satz (Berlin/Stuttgart, 1902), Band 2: Der polyphone Satz (Berlin/Stuttgart, 1903), Band 3: Der Orchestersatz und der dramatische Gesangstil (Stuttgart, 1913)
- Katechismus der Orchestrierung (Leipzig, 1902), ab der 3. Auflage 1919 als Handbuch der Orchestrierung
- System der musikalischen Rhythmik und Metrik (Leipzig, 1903)
- Handbuch der Musikgeschichte, 2 Bände in 5 Teilen, Teil 1,1: Die Musik des klassischen Altertums (Leipzig, 1904), Teil 1,2: Die Musik des Mittelalters (Leipzig, 1905), Teil 2,1: Das Zeitalter der Renaissance (Leipzig 1907), Teil 2,2: Das Generalbasszeitalter (Leipzig, 1912), Teil 2,3: Die Musik des 18. und 19. Jh. (Leipzig, 1913)
- Elementar-Schulbuch der Harmonielehre (Leipzig, 1906)
- Normal-Klavierschule für Anfänger (Leipzig, 1906)
- Verloren gegangene Selbstverständlichkeiten in der Musik des 15.-16. Jhahrhunderts. Die musica ficta; eine Ehrenrettung (Langensalza, H. Bayer, 1907)
- Grundriß der Musikwissenschaft (Leipzig, 1908)
- Kleines Handbuch der Musikgeschichte (Leipzig, 1908)
- Johannes Brahms und die Theorie der Musik (München, 1909)
- Spontane Phantasietätigkeit und verstandesmäßige Arbeit in der tonkünstlerischen Produktion (Leipzig, 1909)
- Studien zur byzantinischen Musik, 2 Teile, Teil 1: Die byzantinische Notenschrift im 10. bis 15. Jh. (Leipzig, 1909), Teil 2: Neue Beiträge zur Lösung der Probleme der byzantinischen Notenschrift (Leipzig 1915)
- Die Beck-Aubry'sche «modale Interpretation» der Troubadourmelodien, in SIMG 11, 1909/1910
- Beethovens Prometheus-Musik. Ein Variationenwerk, in: Die Musik 9, 1909/10
- «Basso ostinato» und «Basso quasi ostinato», in: Festschrift R. von Liliencron, 1910
- Beethovens Streichquartette (Berlin/Wien, 1910)
- Johann Stamitzs Melodik, in: Neue Musik-Zeitung 31, 1910
- Kompendium der Notenschriftkunde (Regensburg, 1910)
- 6 Streichquartette von Franz Xaver Richter, in: Blätter für Haus- und Kirchenmusik 15, 1910/1911
- John Playford's Division Violin und Michel Farinelli's Folies d'Espagne, in: Die Musik 10, 1910/1911
- Wann machte Händel die Bekanntschaft Steffanis?, in: Merker 2, 1910/1911
- Giebt es Doppel-Harmonien?, in: Festschrift F. Pedrell, Tortosa, 1911
- Der «Basso ostinato» und die Anfänge der Kantate, in: SIMG 13, 1911/12
- Stumpf's «Konkordanz und Dikordanz», in: ZIMG 13, 1911/1912
- Tonhöhenbewußtsein und Intervallurteil, in: ZIMG 13, 1911/1912
- Musikgeschichte in Beispielen (Leipzig, 1912)
- Die rhythmische Struktur der Basses dances der Handschrift 9085 der Brüsseler Kgl. Bibliothek, in: SIMG 14, 1912/1913
- Eine siebensätzige Tanzsuite von Monteverdi vom J.1607, in: SIMG 14, 1912/1913
- Die Taktfreiheiten in Brahms' Liedern, in: Die Musik 12, 1912/1913
- Τε Τα Τη Τω und NoEANe, in: ZIMG 14, 1912/1913
- Γιγνόμενον und Γεγονός beim Musikhören. Ein aristoxenischer Beitrag zur modernen Musikästhetik (Berlin, 1913)
- Gedehnte Schlüsse im Tripeltakt der Altklassiker, in: ZIMG 15, 1913/14
- Das begleitete Kunstlied im 14. Jh., 1914/1915
- Ideen zu einer «Lehre von den Tonvorstellungen», in: JbP 21/22, 1914/15
- Folkloristische Tonalitätsstudien, Teil 1: Pentatonik und tetrachordale Melodik (Leipzig, 1916)
- Neue Beiträge zu einer Lehre von den Tonvorstellungen, in:JbP 23, 1916
- L. van Beethovens sämtliche Klavier-Solosonaten, 3 Teile (Berlin, 1918, 1919, 1919)
- Die Phrasierung im Lichte einer Lehre von den Tonvorstellungen, in: ZfMw 1, 1918/19

Œuvres traduites en français :
- L'Harmonie simplifiée ou Théorie des fonctions tonales des accords, traduit par Georges Humbert (London, s.d.)
- Manuel de l'harmonie, traduit sur la troisième édition allemande par Calvocoressi (Leipzig, 1902)
- Les Éléments de l'esthétique musicale, traduit et précédé d'une introduction par Georges Humbert (Paris, 1906)